# Lymantria postalba
Lymantria postalba is een vlinder uit de familie van de spinneruilen (Erebidae), onderfamilie donsvlinders (Lymantriinae). De wetenschappelijke naam van de soort is voor het eerst geldig gepubliceerd in 1956 door Hiroshi Inoue.
De voorvleugellengte bedraagt 21 tot 27 millimeter bij het mannetje, 34 tot 36 millimeter bij het vrouwtje. De palm Livistonia subglobosa is een van de voedselplanten van de rups. De rupsen kruipen uit in het begin van april, de vliegtijd start rond halverwege juni.
De soort komt voor in Japan.